# 蒙特利尔银行总行大楼
蒙特利尔银行总行（法語：Édifice de la Banque de Montréal）位于加拿大魁北克省蒙特利尔老城的圣雅克街（Saint Jacques Street）和兵器广场，蒙特利尔圣母圣殿对面。蒙特利尔银行是加拿大历史最悠久的银行，成立于1817年。虽然它仍然是该银行的法定总部，但由于魁北克政局不稳定，其运营总部已于1977年迁至多伦多的第一加拿大廣場。
这座类似万神殿的新古典主义建筑由建筑师约翰·威尔斯建于1847年，设计灵感来自于爱丁堡原苏格兰商业银行总部。该建筑的雕刻山墙由约翰·斯蒂尔完成。建筑物的扩建由纽约市的麦金米德与怀特建筑师事务所 于1901年至1905年进行。

## 蒙特利尔银行博物馆
蒙特利尔银行博物馆展出有关该银行历史的展品，包括19世纪的柜员窗口、照片、硬币、纸币、支票和机械储钱罐。博物馆在正常的银行营业时间开放，免费入场。

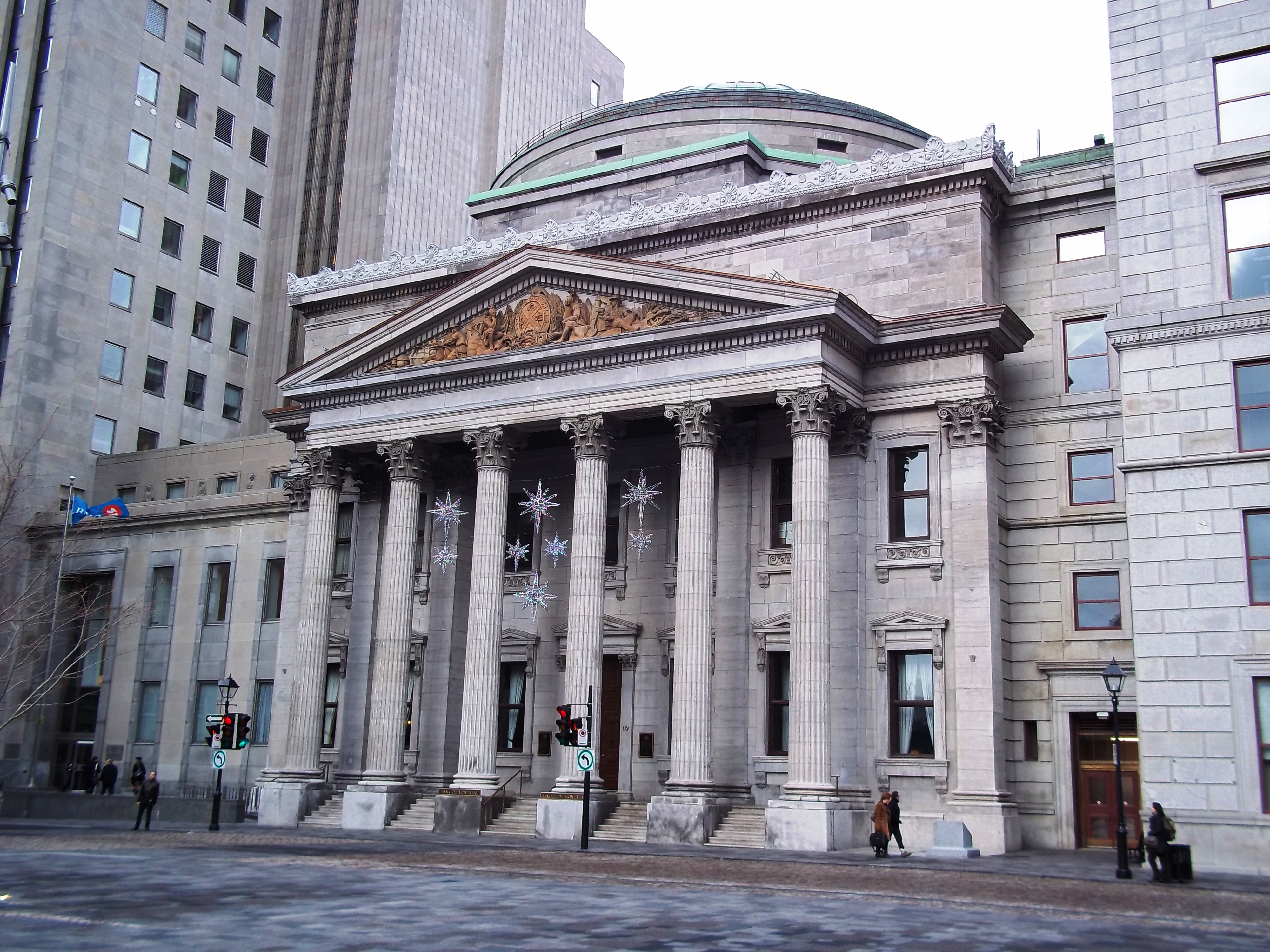
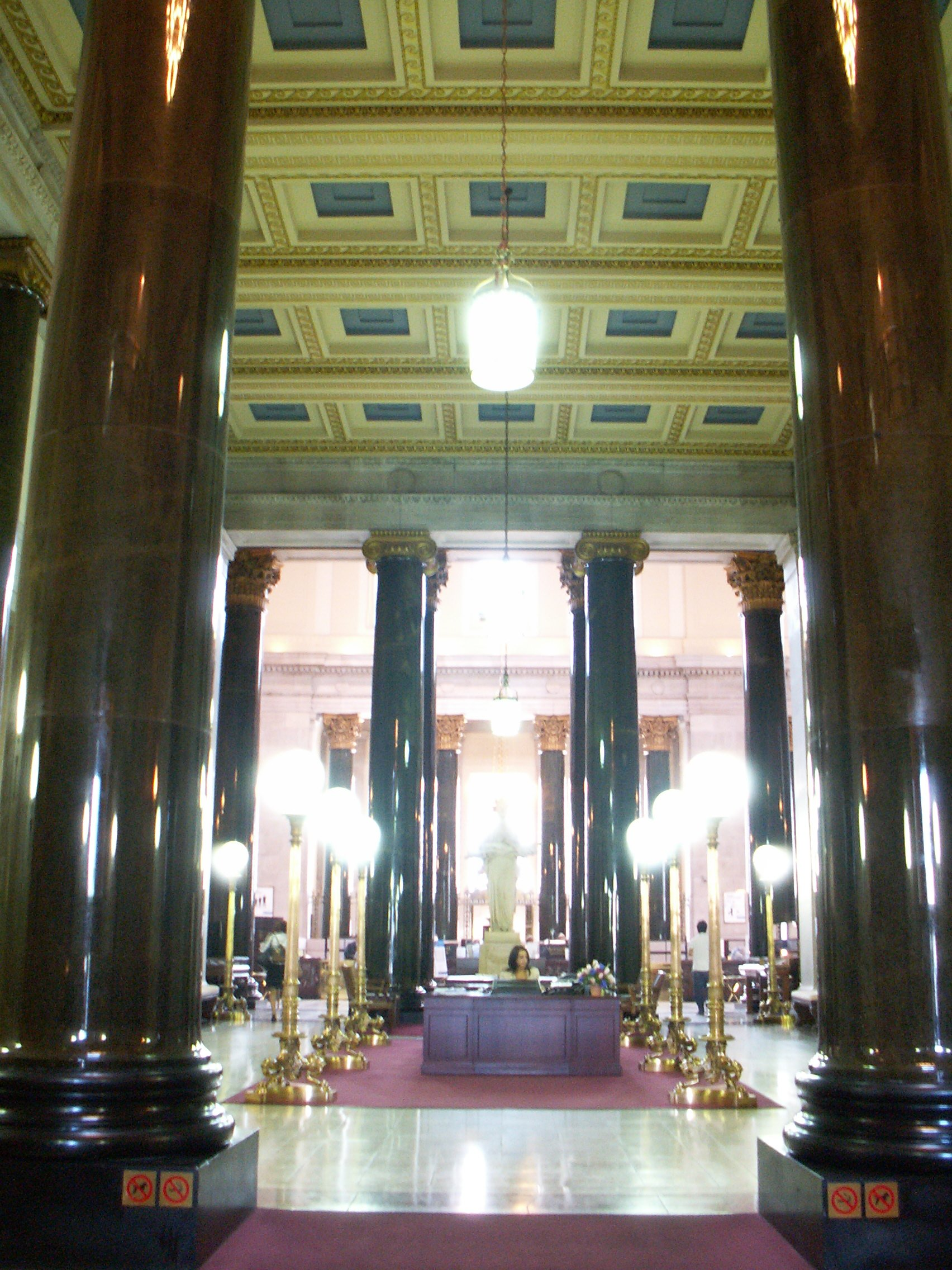
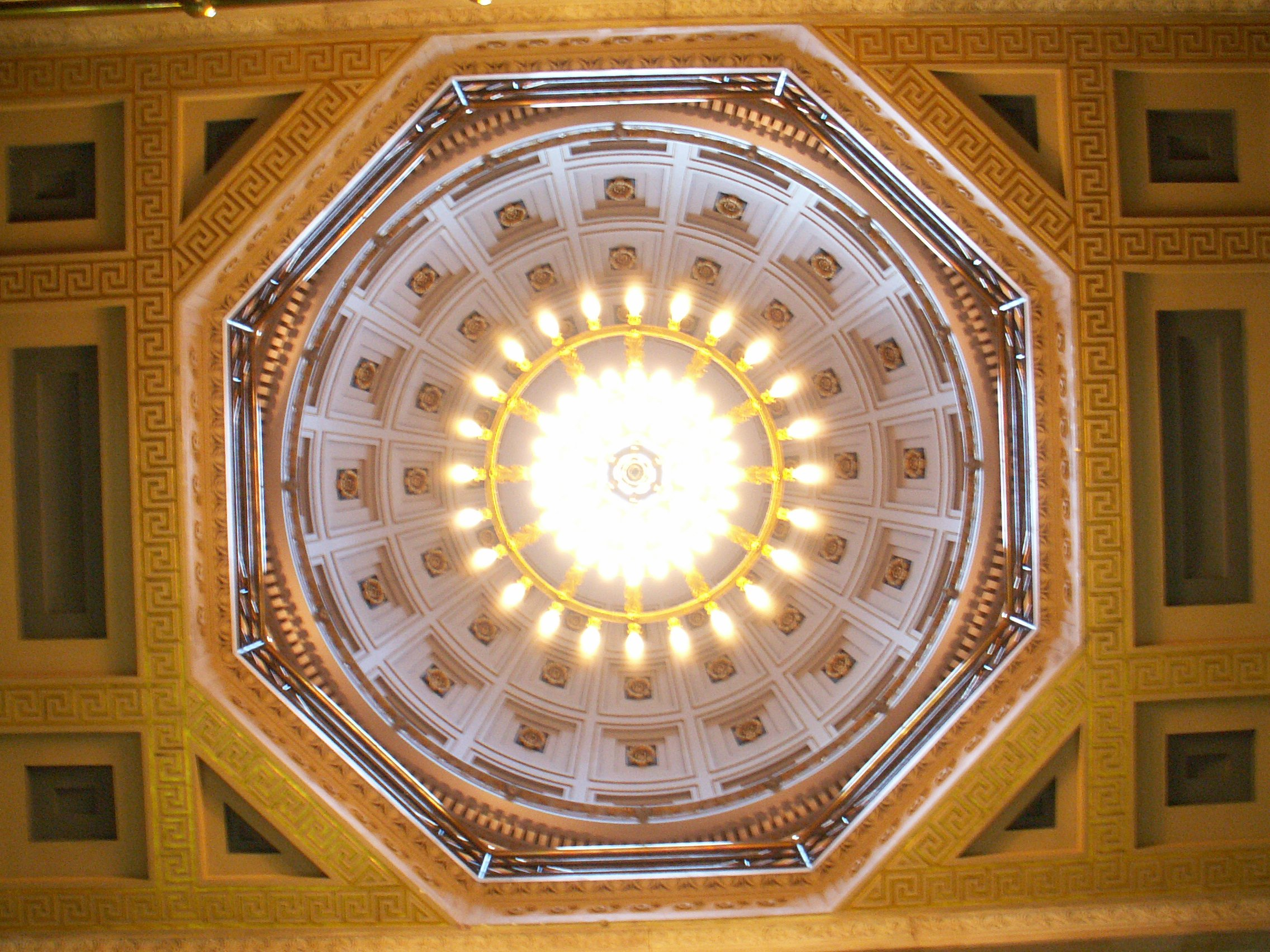
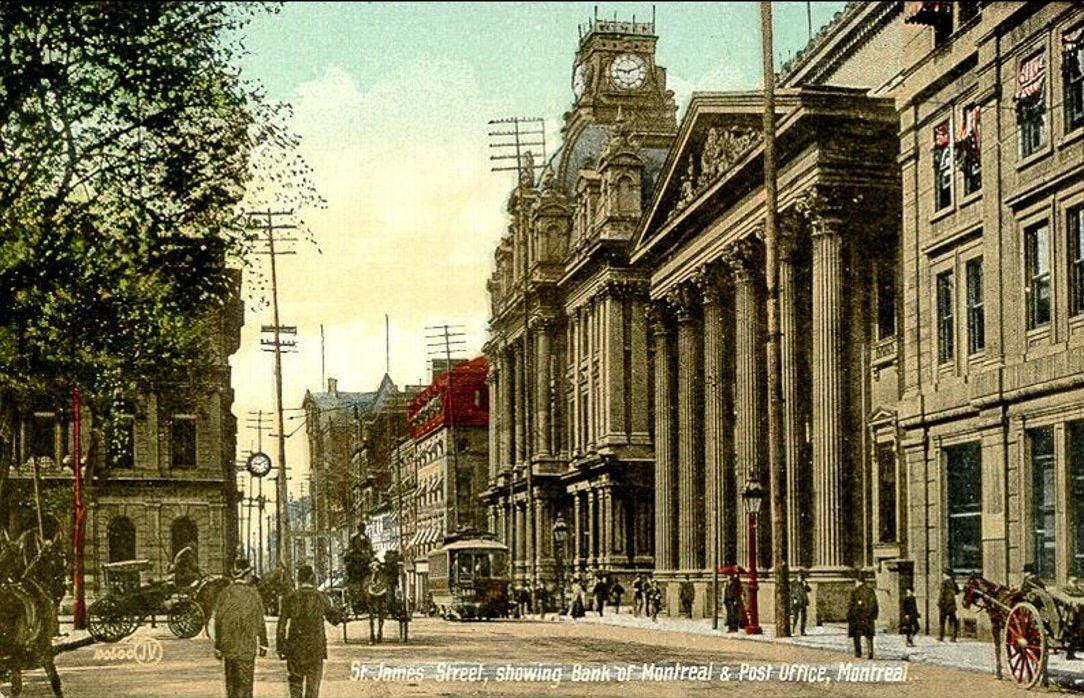